# Francesco von Mendelssohn
Francesco von Mendelssohn   (Berlín, 6 de setembre de 1901 - Nova York, 22 de setembre de 1972) va ser un violoncel·lista alemany i productor teatral.

## Infància i joventut
Francesco von Mendelssohn era descendent del filòsof Moisès Mendelssohn. Els seus pares eren Robert von Mendelssohn, banquer, col·leccionista d'art i mecenes, i Giulietta Gordigiani, cantant i pianista i filla del cèlebre pintor florentí Michele Gordigiani. Francesco va créixer en un entorn extremadament acomodat a Berlín-Grunewald. La vila familiar era lloc de trobada de personalitats vinculades al sector industrial, polític i artistic i altres celebritats. Va aprendre a parlar quatre idiomes amb fluïdesa, va rebre classes d'equitació i tenis, així com de violoncel.
Després de la mort del seu pare en 1917; la seva germana Eleonora von Mendelssohn es va casar en 1919 amb el pianista suís Edwin Fischer i la seva mare va tornar a Itàlia al costat de la seva germana petita, Angelica von Mendelssohn. Francesco va decidir romandre a Berlín i va establir la seva residència en la vila familiar de Grunewald. Allí organitzava festes que eren famoses en tota la ciutat i que freqüentaven amics com Yvette Guilbert, Artur Schnabel, Vladimir Horowitz, Gustaf Gründgens, Wilhelm Furtwängler, Paul Wegener, Fritz Kortner i Elisabeth Bergner. Francesco von Mendelssohn era un jove excèntric, ple de glamur, que vivia en sintonia amb una ciutat en plena ebullició després dels anys de la Primera Guerra Mundial i de la disciplina militar. Durant els seus anys de joventut, va ser una de les celebritats més glamuroses de la seva època.

## Activitat musical i artística
Francesco von Mendelssohn no tenia la perspicàcia empresarial de la seva família, però es va sentir molt compromès amb la seva tradició cultural. Va estudiar música i violoncel i va ser alumne de Pau Casals i d'Arthur Williams, convertint-se en violoncel·lista professional. A partir de 1920 va començar a passar llargues temporades a Itàlia, on realitza alguns concerts en companyia de la seva mare i en 1923 va conèixer al violoncel·lista Gaspar Cassadó. Al costat d'ell i a Giulietta Gordigiani van crear el Trio Mendelssohn amb el qual van tocar en diferents concerts entre 1923 i 1937. Francesco von Mendelssohn va heretar del seu pare el preciós violoncel "Piatti" de Stradivarius i el va tocar en els seus concerts per Europa. Va ser membre del Quartet Klinger des de 1926 fins a la seva marxa involuntària en 1929 i va actuar com a solista per tot Europa, així com al costat del Quartet Busch, Rudolf Serkin i Conrad Hansen.
A partir de 1930, la seva frustrada carrera com a violoncel·lista professional li va portar a provar sort en el teatre, muntant les seves pròpies produccions d'obres contemporànies a Berlín i Leipzig. En 1933 va organitzar una reposició de l'Òpera dels Tres Centaus a Nova York juntament amb el director Erich Engel.
En 1926 va publicar un llibre il·lustrat en memòria de la gran diva del teatre italià Eleonora Duse, amiga de la família, i va traduir obres de Luigi Pirandello.

## Emigració als Estats Units
Obertament homosexual, Francesco va abandonar Alemanya pocs dies abans de l'arribada de Hitler al poder i en 1935 va emigrar als Estats Units al costat de la seva germana Eleonora von Mendelssohn, per a començar una nova vida a la ciutat de Nova York. Allí va viure inicialment en hotels i va treballar com a assistent de producció amb Max Reinhardt. Més tard va adquirir una casa al carrer 83, on va reprendre el seu hàbit d'organitzar luxoses festes per als membres de l'elit artística, molts d'ells emigrants com ell. Es va mudar breument a Hollywood, però en 1937 va tornar a Nova York, on va viure la resta de la seva vida fins a la seva defunció en 1972.
Francesco no va poder mantenir el lloc de violoncel·lista que va obtenir en l'orquestra d'Arturo Toscanini gràcies a la seva germana Eleonora, amant del famós director. Contractat per una orquestra provinciana de Texas durant els anys quaranta, va marxar després de només dues temporades i mitja. Als Estats Units, els germans depenien de les minvants subvencions de la Mendelssohn Family Foundation i de treballs esporàdics. Així i tot, fan el que poden per a ajudar altres emigrants a obtenir visats estatunidencs. L'enorme fortuna que els germans von Mendelssohn havien heretat del seu pare banquer es va veure molt minvada per les mesures antisemites imposades pels nazis que van acompanyar en la seva emigració.
Francesco va planejar escriure un llibre sobre la seva família, els capítols de la qual anaven des de Moisès Mendelssohn fins als seus propis amics del segle XX i del període de l'exili. Tenia previst dedicar un capítol sencer a la "divina" Eleonora Duse. Després de romandre apàtrida durant molts anys, Francesco va intentar sense èxit obtenir la nacionalitat estatunidenca. Va ser detingut en repetides ocasions per homosexualitat i embriaguesa i ingressat en un psiquiàtric, on va ser sotmès incluos a "teràpia" d'electroxoc.

## Últims anys de vida
Francesco von Mendelssohn tenia un historial de melancolia anterior a la seva emigració. A partir de 1937 i a causa de l'exili americà va sofrir de depressió i d'alcoholisme que el van portar a diverses clíniques de desintoxicació. A vegades es va veure reclòs en calabossos per "incidents" i baralles en les quals es veia embolicat. Les seves crisis van anar fent-se cada vegada més freqüents i greus, mentre la seva germana, cada vegada més feble, s'esforçava per cuidar-li, sufragant els elevats costos dels seus tractaments.
El final de la Segona Guerra Mundial i de l'Alemanya nazi va plantejar la possibilitat de sol·licitar la restitució de la col·lecció d'art de Robert von Mendelssohn que havia romàs en territori del Reich. Francesco ja no estava en condicions d'ocupar-se de l'assumpte i va ser la seva germana Eleonora von Mendelssohn qui va viatjar a Europa per a intentar recuperar les obres d'art perdudes. Eleonora va intentar aconseguir, sense èxit, la restitució de les obres d'art mitjançant una combinació de peticions de restitució, però les autoritats alemanyes i austríaques van rebutjar les sol·licituds.
En 1951, mentre Francesco es trobava a l'hospital, la seva germana es va llevar la vida. Francesco va ser ingressat en la Divisió Westchester de l'Hospital Presbiterià de Nova York, en White Plains. Jakob Goldschmidt, el seu advocat, no pagava els deutes i pressionava a tothom dient que mantenir-lo en aquell sanatori costava molts diners i que si seguia allí molt temps acabaria dilapidant els diners del seu fideïcomís. Els costos dels tractaments i els ingressos hospitalaris de Francesco anaven en augment i per això els gestors del seu patrimoni van sol·licitar al psiquiatre Edward R. Clemmens un informe per a avaluar la necessitat de l'internament. El seu suggeriment final va ser mantenir-lo permanentment reclòs amb la finalitat de protegir-li d'eventuals complicacions legals i/o posar-se en perill.
La seva mare no se sentia capaç d'ocupar-se d'ell a Itàlia on, a més, segons els gestors de Francesco, no es donaven les garanties adequades per a la seva estricta i segura reclusió. Quan ella va morir, en 1957, es van fer càrrec d'ell Goldschmidt i Kempner, i posteriorment Horst Kurnik i Henry Lowenfeld. Gràcies a ells Francesco va conèixer a Lilly Wittels, que vivia en un pis molt gran pròxim al Central Park i es va encarregar de cuidar-li com a un nen, a canvi d'una renda per a pagar el lloguer i les despeses de manutenció. A partir de 1960, Wittels li va acompanyar cada estiu de viatge per Europa i quan ella va morir, el 12 de juny de 1972, Francesco va ser atès per Horst Kurnik. De retorn d'un viatge a Europa, Francesco es va sentir malament i els metges van descobrir que patia un càncer en estat molt avançat. Va ser traslladat a l'Hospital Santa Clara on va morir el 22 de setembre de 1972.
Al seu apartament, sota el llit, van trobar el seu estimat violoncel Piatti, que havia tocat fins al final dels seus dies i que va deixar en herència a la Fundació Marlboro, creada pels seus amics Adolf Busch i Rudolf Serkin, perquè fos utilitzat pels estudiants. Aquesta última voluntat de Francesco es va complir fins a 1978, quan el patronat de la Fundació va vendre el preuat instrument i va passar a les mans del seu actual propietari, el violoncel·lista mexicà Carlos Prieto.